# Raghib al-Nashashibi
 (juin 2012).
Si vous disposez d'ouvrages ou d'articles de référence ou si vous connaissez des sites web de qualité traitant du thème abordé ici, merci de compléter l'article en donnant les références utiles à sa vérifiabilité et en les liant à la section « Notes et références ».
Raghib al-Nashashibi (1881-1951) est un homme politique palestinien, qui a été maire de Jérusalem dans l'entre-deux-guerres et a occupé plusieurs postes ministériels dans le royaume de Jordanie de 1949 à 1951.

## Biographie

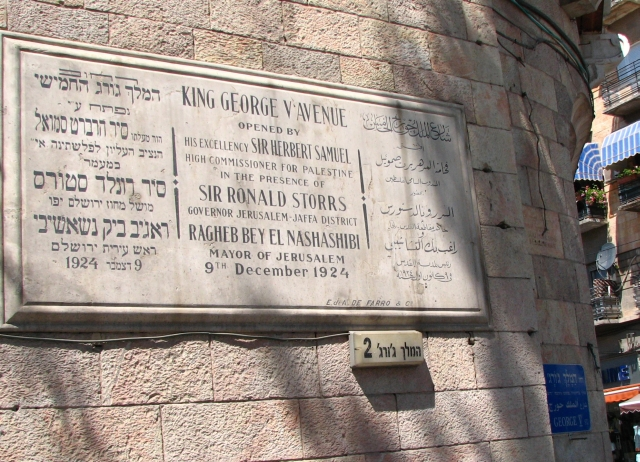
Plaque à Jérusalem.

Il est issu d'une famille de grands propriétaires terriens de l'époque de l'Empire ottoman (puis sous le mandat britannique, à partir de 1920, et l'administration jordanienne à partir de 1949).
Il fait ses études supérieures à l'université d'Istanbul, puis exerce la profession d'ingénieur d'un quartier de Jérusalem[réf. nécessaire].
Il est initié en franc-maçonnerie  à Barkaï le 26 avril 1914.[source insuffisante]
Sur le plan politique, c'est un des principaux opposants à une autre grande famille de Palestine, les Husseini. À la suite des émeutes de Jérusalem en 1920, Raghib al-Nashashibi remplace Moussa Qassem al-Husseini au poste de maire de la ville.
En 1937, il favorise secrètement l'union de la Palestine avec la Transjordanie[réf. nécessaire] (dans la perspective de l'indépendance future de ces deux pays). Nashashibi est aussi l'un des membres fondateurs du Haut Comité arabe et du Parti de la défense nationale.
En mai 1948, la fin du mandat britannique en Palestine aboutit à la création de l'État d'Israël et au déclenchement de la première guerre israélo-arabe ; en 1949, la victoire d'Israël permet la prise de contrôle de la Cisjordanie par le royaume de Transjordanie, qui prend alors le nom de Jordanie (par ailleurs, la bande de Gaza passe sous le contrôle de l'Égypte).
En août 1949, Raghib al-Nashashibi est nommé à la tête du ministère jordanien des Réfugiés ; en septembre, il est nommé gouverneur général de la Palestine arabe. En 1950, il devient ministre de l'Agriculture, puis ministre des Transports en 1951.